# Rezervația forestieră Dibeen
Rezervația forestieră Dibeen este o rezervație naturală situată în nord-vestul Iordaniei. Acesta este situată la sud de site-ul roman de la Jerash și acoperă o zonă de 8,5 kilometri pătrați (3,3 mi2) de dealuri rulante acoperite cu habitat pin–stejar. Această zonă găzduiește cel mai mare pin de Alep, unul dintre cele mai vechi și crescue în mod natural habitate din Iordania. De asemenea, găzduiește 17 specii pe cale de dispariție, cum ar fi veverița persană.
Aria a fost protejată ca rezervație naturală în 2004, la inițiativa Societtății Regale pentru Conservarea Naturii.

## Geologie și climă
Pădurea este cunoscută ca fiind unul dintre cele mai uscate locuri din regiune și se întinde pe o distanță de peste 60 km și se schimbă în altitudine de la 500m până la 1000m deasupra nivelului mării. Roca din rezervație este un amestec de calcar și calcar cretos, care s-a format în pante abrupte.Precipitațiile medii sunt de 710 millimetrui (28 in) pe an. În interiorul pădurii, există o varietate de condiții de umiditate, wadisurile dând regimuri diferite față de cele găsite pe versanții abrupți.

## Flora

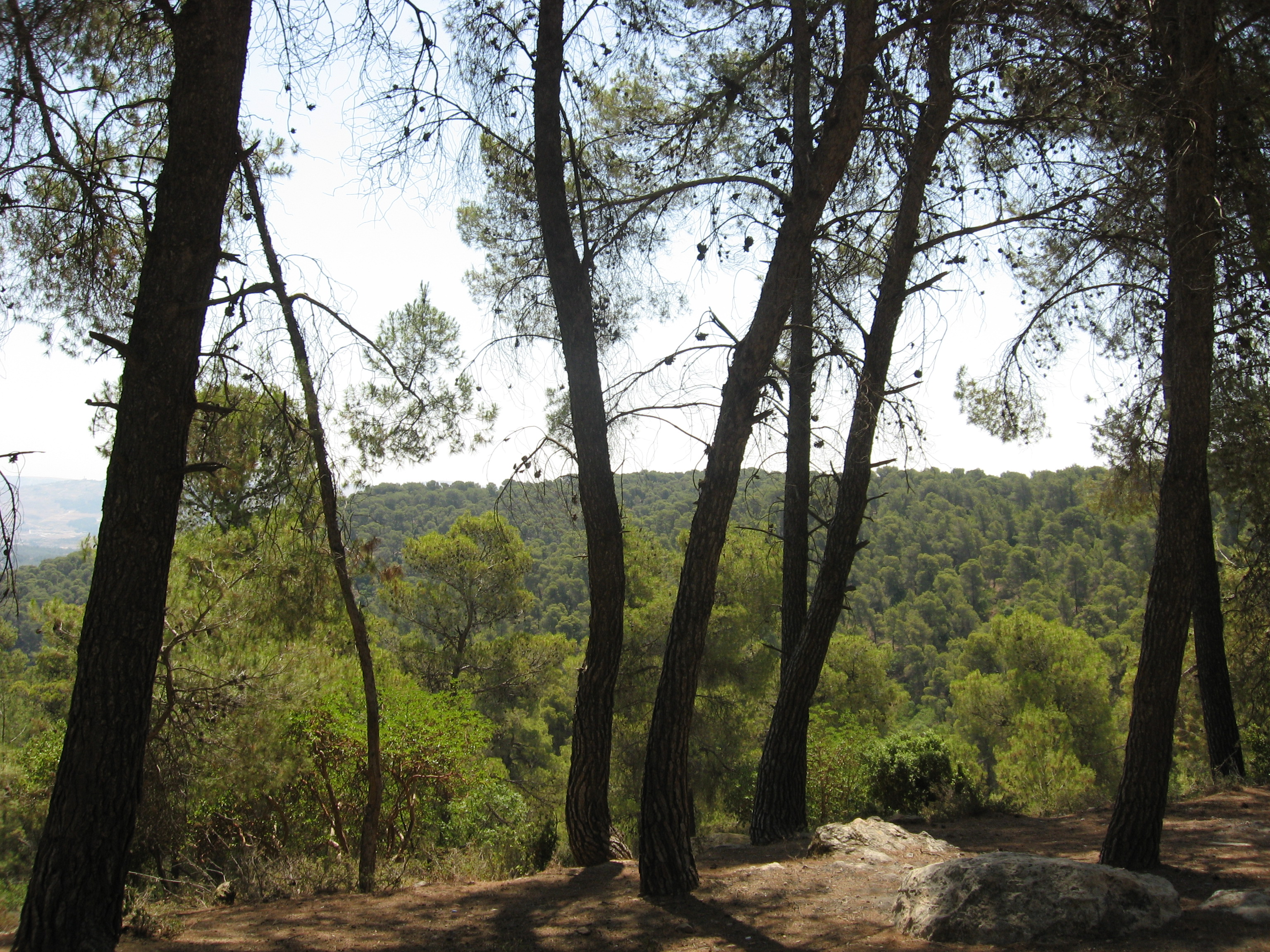

Rezervația forestieră conține unul dintre ultimele exemple rămase de pădure de pin-stejar din Orientul Mijlociu. Speciile arborilor rezervației variază în funcție de altitudine; Pinul de Alep] crește la altitudini mai joase, pădurea mixtă de pin-stejar (care cuprinde pinul de Alep și stejarul palestinian) crește în mijloc, iar o specie de stejar de foioase mici – Quercus infectoria (stejar de Alep sau Cipru) – crește la altitudini mai mari. Alte plante din habitat includ orhidee, arborele grecesc de căpșuni, fistici, și măslini. Structura de vârstă a pădurii prezintă variații mari, cu multe zone care conțin arbori forestieri maturi și un subarboret viguros.

## Faună
Cel puțin 17 specii pe cale de dispariție au fost identificate în cadrul rezervației. Acestea includ persana veverița roșie, patru tipuri de lilieci, lupi cenușii și hiene dungate. Pădări de pădure trăiesc, de asemenea, în pădure. Se crede, de asemenea, dar nu este dovedit, că această rezervație are ultima populație de tritoni cu bandă de sud care trăiește în Iordania.

## Conservare
Rezervația forestieră Dibeen a fost înființată în 2004, după ce a fost inclusă ca prioritate de conservare în revizuirea ariilor protejate din 1998, iar aria de 8,5 km2 a devenit parte a ariei protejate.
Între 2004 și 2007, PNUD a condus un proiect în municipalitățile Dibeen Forest, Jerash, Al Meirad și Burma din regiune pentru a sprijini înființarea rezervației naturale. Acest lucru a contribuit la conservarea [biodiversității] locale unice și a încurajat comunitățile locale să utilizeze alternativ durabil resursele disponibile. Ca urmare, a existat o mai mare conștientizare a capacităților locale și a necesității de a planifica utilizarea terenurilor orientată spre conservare în regiune.
În ciuda eforturilor de a proteja pădurea, aceasta este distrusă treptat și sistematic prin stabilirea unor proiecte moderne de ciment, incendii intenționate, pășunat și exploatări forestiere sporadice ilegale.